# 잉글랜드 요리

애프터눈 티타임

잉글랜드 요리(영어: English cuisine)는 영국에 있는 잉글랜드 지역의 요리를 말한다. 중세 이후 외국의 영향을 많이 받았으나 인클로저 운동, 청교도혁명, 산업혁명, 1, 2차 세계대전을 거치며 식생활이 간소화 되어 전통 음식의 명맥이 거의 끓어졌다. 일조량이 부족하고 기온이 낮아 농작물 재배에 불리한 기후로 인해 다양한 농산물이 생산되지 못하는 이유 등으로 인하여 음식들이 대부분 단순하고 맛이 없다는 것이 자타 공히 인정하는 일반적인 평가다. 전통적인 조리 방식은 식재료 자체가 가지는 본연의 맛을 살리는 편이라 소스나 향신료도 많이 사용하지 않는다.
잉글리쉬 블랙퍼스트(English breakfast)라는 말이 있을 정도로 아침을 푸짐하고 든든하게 먹고 점심과 저녁을 간단하게 먹는 식문화 전통을 가지고 있다. 커피보다는 홍차를 많이 마시고 감자가 거의 대부분의 요리에 등장한다. 대표적인 국민 요리는 피시앤칩스이고, 나름 유명한 음식으로는 18세기에 만들어졌다는 샌드위치가 있으며 일요일에는 온 가족이 모여 로스트 비프를 즐겨 먹는 관습이 있다.
외식 산업은 잉글랜드의 전통 음식보다는 외국에서 전래된 음식 전문점들이 시장의 대부분을 점유하고 있다. 그러나 한편으로는 다양한 외국의 음식문화 유입에 힘입어 전세계에서 가장 많은 종류의 음식을 맛볼 수 있으며, 이를 이용하여 새로운 음식 개발과 영국 음식의 세계화를 위해 노력하여 맛이 없다는 묵은 편견을 깨고 현대에 들어서는 점차 좋은 결과를 얻고 있다.

## 음식문화

### 아침 식사

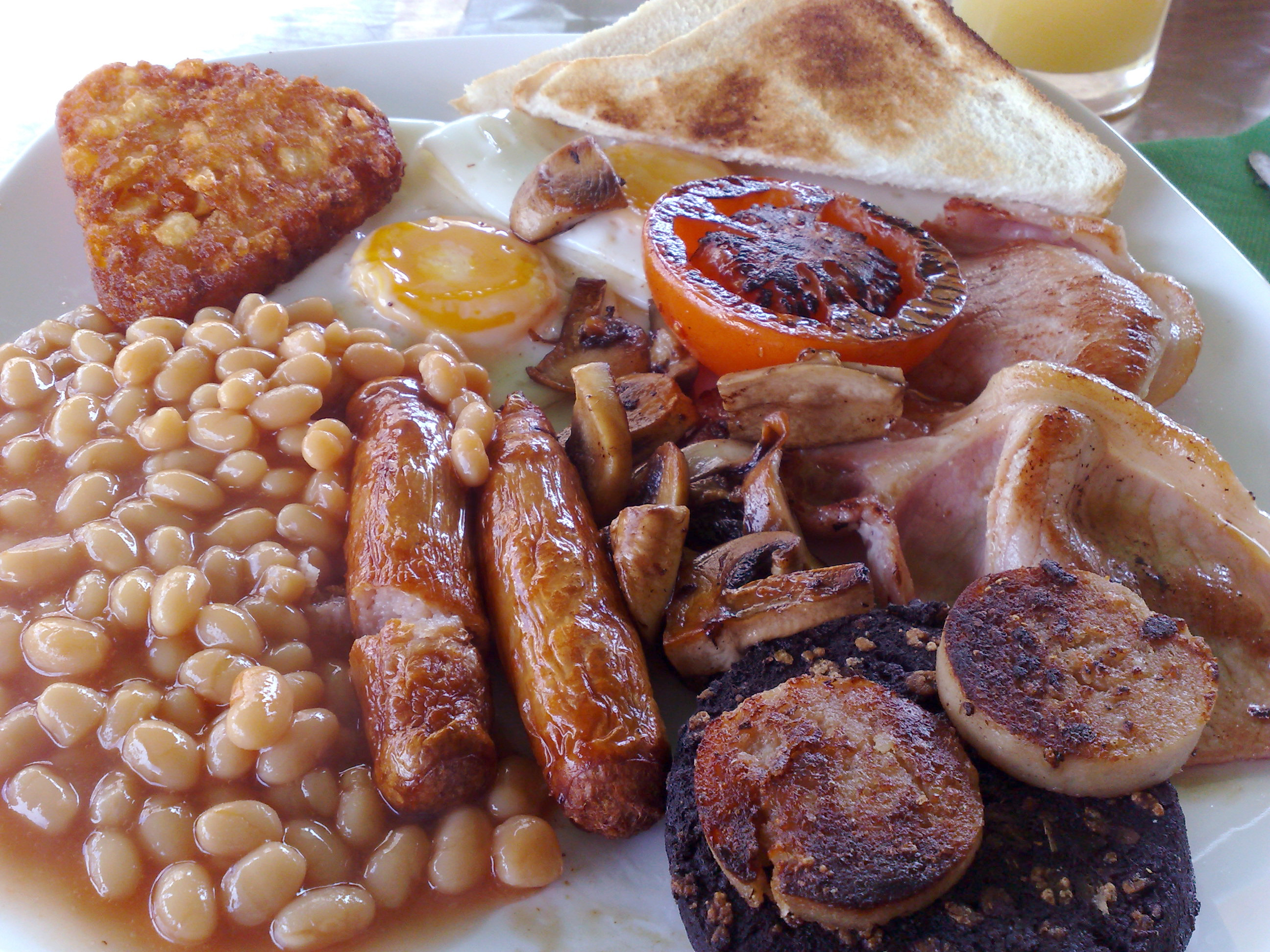
잉글리시 브렉퍼스트

유럽 다수 국가들이 아침과 점심을 간단히 먹고 저녁을 여유있게 먹는 것과는 대조적으로 영국에서는 아침을 푸짐하고 든든하게 먹고 점심과 저녁을 간단하게 먹는 식문화 전통이 있다. 이런 전통은 19세기 중반에 들어 산업혁명 성공과 대영제국 건설에 따른 경제 발전으로 여유가 생긴 영국의 중산층과 상류층이 아침식사를 푸짐하고 여유있게 먹기 시작함에서 비롯되었다. 이것이 정착되어 1950년대에 들어서는 영국인들의 절반 정도가 잉글리시 브렉퍼스트(English breakfast)를 즐겼으며, 이 같은 인기에 힘입어 호텔과 카페, 레스토랑에서도 판매되기 시작했다.
베이컨, 달걀, 토마토, 버섯, 빵, 버터, 소시지 등으로 구성되어 아침 식탁에 올라온다. 블랙 푸딩, 베이크트 빈즈, 버블 앤드 스퀴크와 해시 브라운도 포함되는 경우가 많으며 주로 홍차와 함께 먹는다. 현대들어 영국의 제조업이 쇠퇴하고 사무직 노동자가 증가하면서 1000kcal가 넘는 잉글리시 브랙퍼스트를 기피하는 사람들도 많이 있으며, 빵이나 시리얼 등의 간소한 메뉴를 선호하기도 하지만, 주말에는 전통적인 잉글리시 브랙퍼스트로 푸짐하게 차려 먹곤 한다. 또한 호텔 등 숙박업소, ‘올데이 브랙퍼스트(all-day-breakfast)’라는 문구를 내건 음식점이나 카페, 펍(pub) 등에서도 잉글랜드 지역 전통의 아침식사를 쉽게 맛 볼 수 있다.

### 피시앤칩스

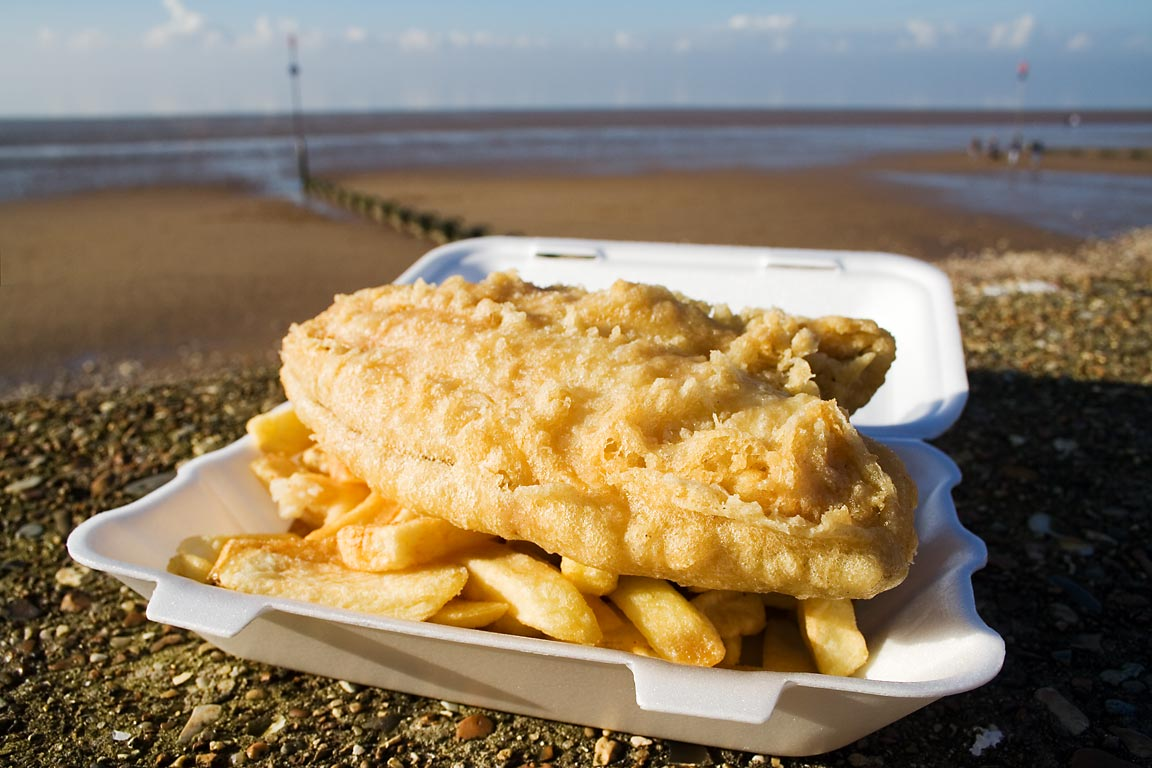
피시 앤드 칩스

피시앤칩스(fish and chips)는 길게 썬 감자와 생선을 튀겨 만든 영국의 대표 요리이자 국민요리이다. 서민적이고 대중적인 음식으로 유명하며 19세기 중반부터 먹기 시작한 이 음식은 영국인들로 부터 사랑받는 음식이다. 요리법이 간단한 패스트푸드로 포장 음식에 속한다. 대표음식치고는 심심하고 맛이 없다는 평가를 받고 있기는 하나 한끼 식사로는 손색이 없다. 칼로리가 높고 기름진 탓에 한꺼번에 많이 먹기에는 부담스러우나 의외로 질리지는 않는 편이라 다시 찾게 만드는 매력이 있다. 영국인들은 최소한 일주일에 한번 이상은 피시앤칩스를 먹는편인데, 특히 금요일에 많이 찾는 편이다. 이는 예수가 처형당한 금요일이 금육일(禁肉日)로 지정되었던 과거 관습의 영향이라고 한다. 또한 가정에서 조리하기 보다는 펍에서 맥주와 함께 먹는 것을 선호하는 편이다.
저렴한 가격에 쉽게 포만감을 얻을 수 있는 편이라 세계대전 당시에는 영국인들의 지치고 불안한 마음을 달래주는 컴포트 푸드(comfort food)로 인정을 받은 적이있다. 2차 세계대전 당시 윈스턴 처칠이 피시앤칩스를 ‘좋은 친구(the good companions)’라 불렀다는 사실은 영국인들 사이에서 잘 알려져 있다. 오늘날에도 영국에서는 매년 최고의 피시앤칩스 가게를 선정, 발표하는 경연이 열리기도 한다. 한때는 영국전역에 35,000개의 전문점이 있었으나 2010년에 조사한 결과 약 1만 500개로 줄어들었다고 한다.
영국은 섬나라임에도 불구하고 전통적으로 생선을 좋아하지 않았었다. 16세기에 전래된 감자 역시 식재료로 받아들이지 않았었다. 생선과 감자를 식품으로 본격적으로 먹게 된 것은 기근과 산업혁명이 가져온 결과물이다. 17세기 경에 포르투갈 이민자로 인해 생선튀김이 전래되었고, 감자튀김은 18세기경에 벨기에로 부터 전래된 것으로 추정되고 있다. 19세기 중반경에 이 두가지 음식을 합친 피시앤칩스 전문점이 런던에 생겨나 저렴한 가격에 판매되자, 칼로리가 높은 피시앤칩스는 산업혁명기의 가난한 노동자들에게 큰 인기를 얻으며 영국 전역으로 퍼져나갔다. 피시앤칩스를 저렴한 가격에 팔 수 있었던 이유는 철도 건설로 어획물 수송 속도가 빨라졌고 산업혁명으로 식용유가 풍부해졌기 때문이었다.

### 샌드위치

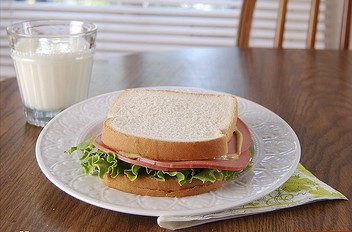
샌드위치 (Sandwich)

고대로부터 샌드위치와 유사한 형태가 많이 전래되고 있었으나 오늘날 형태의 샌드위치는 18세기 영국의 4대 샌드위치 백작에 의해 만들어졌고, 이름 또한 그의 이름으로부터 유래되었다. 샌드위치 백작과 관련하여 도박설과 정무 심취설 등이 존재하지만, 아무튼 그로 부터 유래했다는 것에는 이설이 없다. 한편 21세기들어 미국에서는 소송까지 벌어질 정도로 샌드위치의 정의에 대한 논쟁이 있었다. 영국 샌드위치 협회(British Sandwich Association)는 샌드위치를 "속을 채운 빵, 일반적으로 차가운 빵"이라고 정의했으며, 랩(wrap)과 베이글(bagel)은 포함되지만 버거(burger)처럼 가열 조리된 요리는 제외하고 있다.
샌드위치(sandwich)는 얇게 썬 빵 조각 사이에 육류나 채소류 등을 끼워서 먹는 간편한 식사 대용 빵이다. 빵 사이에는 햄, 채소, 치즈, 잼 등 다양한 내용물을 넣으며, 통상 빵에는 열을 가하지 않으나 버터, 기름, 또는 다른 대체물, 혹은 전통적인 양념이나 소스 등을 발라서 풍미와 식감을 높이는 방식을 사용하기도 한다. 영국에서 주로 사용하는 빵은 상자를 닯은 편평한 미국형보다는 꼭대기를 자연스럽게 부풀려 산봉우리형으로 만든 오픈톱 형태의 영국형 식빵을 많이 사용한다.
샌드위치가 개발된 18세기 당시에는 격식을 차려 식사하는 귀족사회 문화가 있었던 탓에 주변인들 사이에서는 매우 놀라워했다고 한다. 그러나 간편함 때문에 먹는 사람들이 많아져 영국이 샌드위치의 종주국이 되었다. 월스트리트 저널은 샌드위치에 대하여 영국의 미식가들에게 가장 큰 기여를 했다고 평가하기도 했다. 샌드위치의 좋은 점은 두 조각의 빵 사이에 버터나 고기를 넣기 때문에 손에 기름을 묻히지 않고 먹을 수 있다는 것이다.

### 선데이 로스트

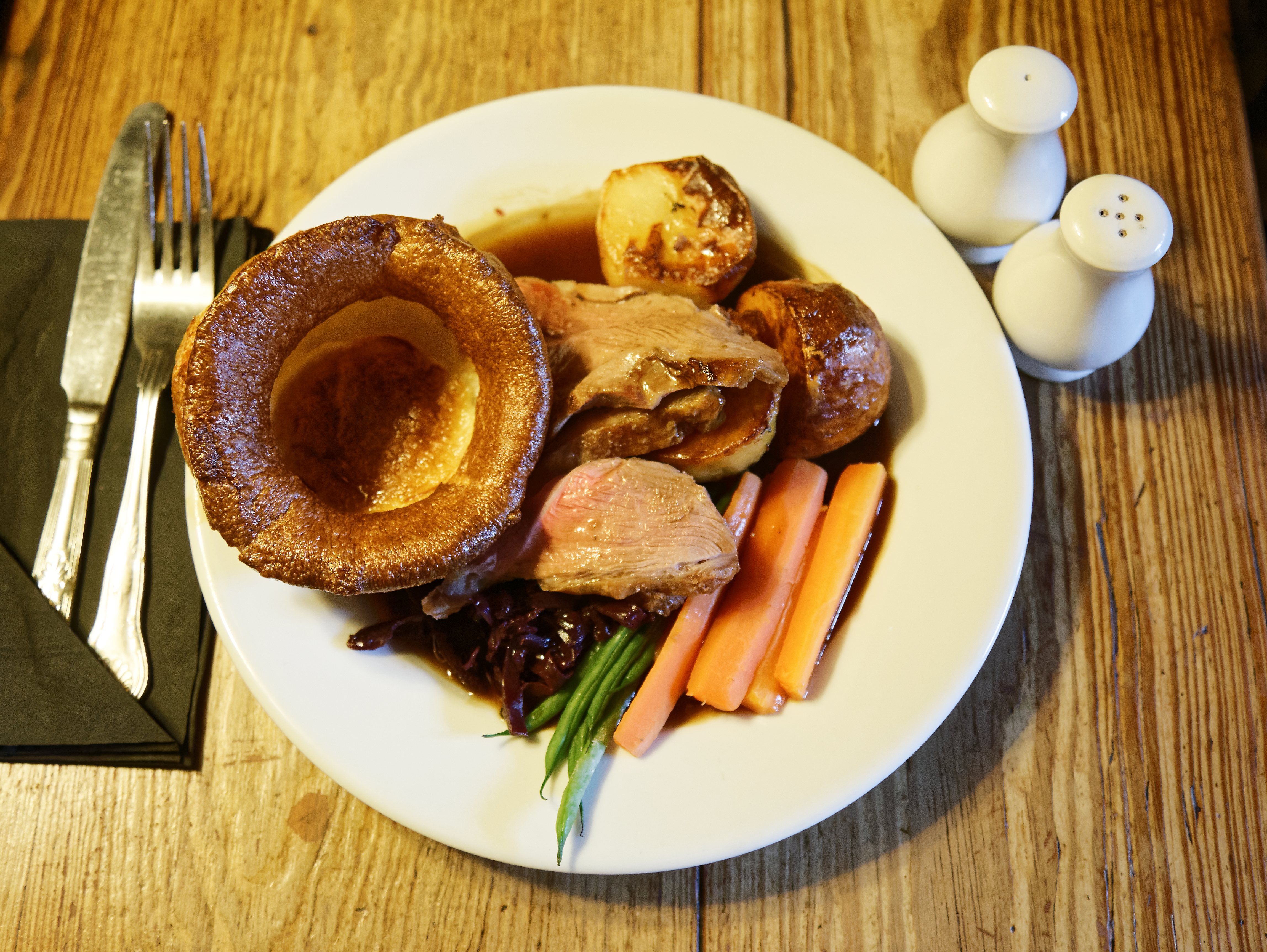
선데이 로스트 (Sunday Roast)

선데이 로스트(Sunday Roast)는 일요일날 교회에 다녀온 뒤 먹었던 전통적인 식사로 로스트비프, 그레이비소스, 채소, 감자, 요크셔 푸딩으로 구성되어있다. 기독교 문화권인 영국에서는 금요일에 고기를 먹지 않는 금육 전통이 있었으며, 일요일 예배 전에는 금식을 하기도 했다. 일요일 예배가 끝난 뒤에는 고기를 포함한 모든 음식을 먹을 수 있었기 때문에, 산업혁명이 성공한 19세기부터 일요일에 온 가족이 모여 함께 식사하는 것이 단란한 영국 가정을 상징하게 되면서 전통적인 영국의 식문화로 자리잡게 되었다. 때문에 영국의 국민 음식 가운데 하나로 여겨진다. 기원에 관해서는 중세 시대에 지주들이 일요일마다 자신의 하인들에게 제공한 고기와 감자 요리에서 비롯되었다는 설이 있다. 현대에는 일요일이 아닌 평일에도 음식점에서 맛 볼 수 있는 메뉴가 되었다.

### 명절 음식
기독교 문명국인 잉글랜드의 최대 명절은 크리스마스와 부활절이다. 특히 크리스마스에는 가족과 함께 지내는 전통이 있으며, 축제 분위기는 11월 말부터 시작되어 새해까지 이어진다. 크리스마스 만찬에는 칠면조를 통째로 구운 고기가 주가 되어 브레드 소스나 그레이비 소스와 함께 먹는다. 크리스마스 푸딩도 빠지지 않고 나오며 민스 파이(Mince pie)를 후식으로 먹는 편인데, 이 음식은 부푼 패이스트리 안에 과일과 향료를 넣어 조리한 다진 고기를 넣고 가장자리를 붙여 만든 파이이다.
부활절은 춘분 다음 첫번째 만월 후의 일요일인데, 이날에는 크리스마스에 먹는 음식외에 계피향을 넣은 밀가루 반죽으로 십자가를 만들어 빵을 장식하여 구운 핫 크로스 번(Hot cross burns)이나 별자리를 상징하는 열 두 개의 장식 공을 마찌판으로 덮은 케이크인 슈르베리 심벨을 먹는다.

### 감자 보급

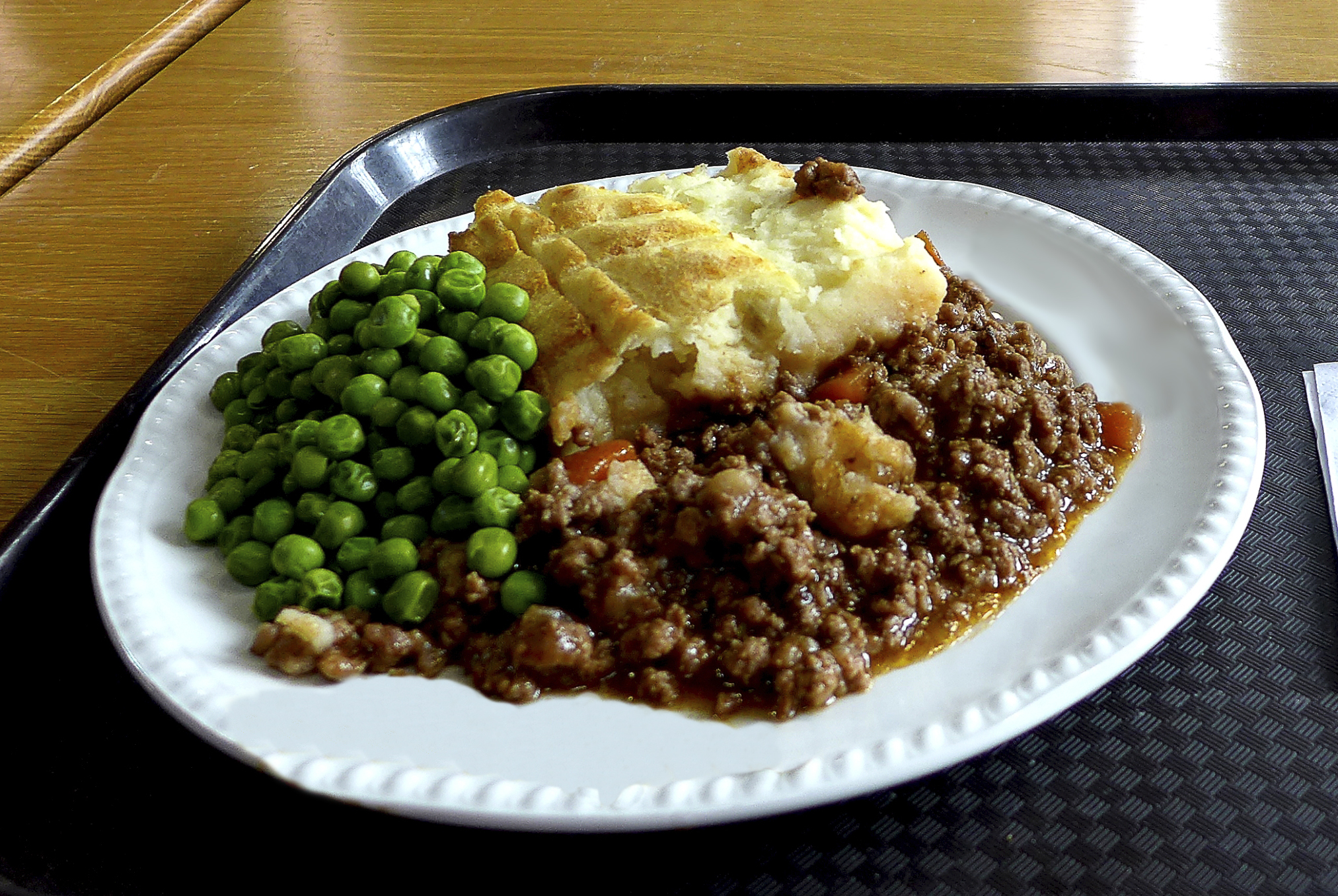
셰퍼드 파이

16세기에 스페인에 의해 남미에서 감자가 유럽에 처음 소개되었으나 전래 초기에 영국을 비롯한 유럽은 감자를 식품으로 받아들이지 않았다. 이런 분위기는 18세기 후반들어 바뀌었으나 영국은 다른 유럽 지역과는 달리 가장 늦은 19세기가 되어서야 감자를 식품으로 받아들이기 시작했다. 영국인들은 아일랜드가 감자를 주식으로 삼자 '돼지 사료를 먹는 미개하고 지저분한 민족' 이라고 비난을 퍼붓기도 했으며 정치 선거전에서 경쟁자를 비방하는 소재로 이용하며 감자를 혐오식품으로 취급했었다.
그러나 산업혁명이후 도시로 인구가 몰려들고 인구증가와 더불어 19세기 들어 발생한 기근으로 식량이 부족해지자 점차 감자를 식품으로 받아들일 수 밖에 없었다. 19세기 중반부터 피시앤칩스가 도시 노동자들에게 폭발적인 인기를 끌며 감자의 위상은 올라가기 시작했다. 한편, 세계대전으로 식량생산량이 급감하자 영국왕실은 버킹검 궁전 앞에 잔듸를 걷어낸후 감자를 심으며 영국인들에게 감자 심기를 권장했다. 시민채원은 증가했고 전쟁기간 중에 감자는 훌륭한 구황작물임이 검증되었으며 영국인들의 식탁에 자주 올라오는 식재료가 되었다. 기후가 서늘하여 감자 재배가 발달한 영국에는 감자튀김, 으깬감자, 셰퍼드 파이(Shepherd's pie), 팬케잌 등 다양한 감자 요리가 존재한다.

### 펍 문화

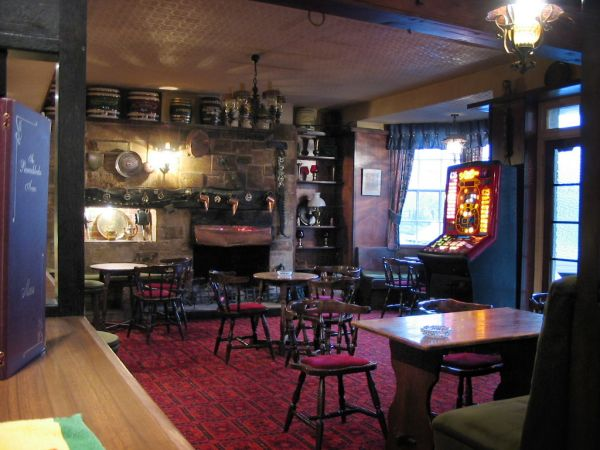
전형적인 영국 펍(pub)의 내부

펍(pub)은 퍼블릭 하우스(public house)의 줄임말로, 이름이 말해주듯 매우 '대중 친화적인 공간'이자 영국인들이 애용하는 사랑방 같은 곳이다. 맥주만 마시는 단순한 술집이 아니라 퇴근길에 들려서 차나 커피와 함께 간식을 즐기거나 가볍게 술 한잔 하면서 사람을 만나고 대화를 나누는 만남의 장소이다. 주머니가 가벼운 직장인들이 긴장을 풀고 하루를 마감하는 장소라는 이미지를 가지고 있기도 하다. 보통 샌드위치나 피시앤칩스 정도는 제공하므로 간단히 식사 한끼를 해결할 수도 있다. 친구나 직장 동료들과 맥주를 마시며 축구 중계를 함께 보고 응원도 한다. 그래서 축구를 보기 위해 경기장 대신 펍(pub)에 가는 경우도 많다. 다트나 당구와 같이 간단한 게임을 즐길 수도 있고 펍 퀴즈(pub quiz) 등 요일 별로 이벤트를 진행하는 곳도 있다.
아침 일찍 문을 여는 펍(pub)도 있어 모닝 커피와 잉글리쉬 브렉퍼스트(English breakfast)를 비롯해 하루 종일 식사가 가능하며 일요일이면 많은 펍(pub)에서 영국 전통요리인 선데이 로스트(Sunday Roast) 메뉴를 제공하기 때문에 가족들의 주말 외식 장소로도 이용된다. 커피를 마시며 한가로이 신문을 읽기도 하고, 낮 시간에는 유모차에 아이를 태우고 나와 이웃들을 만나기도 하며, 대학생들의 토론이나 파티 장소 등, 각종 소모임도 열린다. 전반적으로 그리 비싸지 않은 편이라, 펍(pub)은 영국인들이 쉽게 찾아가 편안하게 시간을 보낼 수 있는 선술집 같은 영국의 독특한 대중 친화적인 문화공간이다.
펍(pub) 문화와 역사는 매우 오래되었으나, 펍(pub) 이란 말은 17세기 후반에 처음 등장했으며, 맥주집, 선술집, 여관과 구별하기 위해 사용되어 왔다. 19세기 들어 영국전역에 많은 펍(pub)들이 생겨나서 대중화 되며 정착되었고, 작은 마을에도 하나쯤은 존재하는 지역의 문화 공간이자 주요 사교 공간의 역할을 하기도 한다. 영국의 음주문화 중 한국과 다른 점 한가지는 안주를 먹지 않는다는 점이다.

## 악평과 원인분석
음식문화는 그 국가의 전통과 역사를 상징한다는 통념을 깨고 잉글랜드 요리는 그 역사에 비해 상당히 뒤쳐진 음식문화를 갖고 있다. 세상에서 가장 불행한 남자란 '좁은 일본식 주택에서, 드센 미국 부인과 살며, 매일 영국음식을 먹는 남자'라는 이야기가 있을 정도로 잉글랜드 음식은 정말 맛없는 것으로 유명하다. 잉글랜드인들도 자국의 음식이 맛이 없다는 사실을 인정하며 자학에 가까운 유머를 할 정도다. 미식의 나라 프랑스에서는 영국 음식이란 '혀에 대한 테러' 라고 평하기도 한다. '영국인이 만들면 맥도날드 햄버거도 맛이 없다' 든지 '대영제국이 만들어진 것은 맛있는 음식을 찾아다닌 결과물이다'라는 식의 악평들은 넘치도록 많다.
잉글랜드 음식이 맛이 없게 된 것에는 여러 가지 분석이 존재한다. 농경에 불리한 기후때문에 농산물과 식재료가 다양하지 못한 것이 가장 큰 원인이다. 해양성 기후의 영향으로 구름이 자주 해를 가려 일조량이 부족하고 이슬비가 빈번히 내리며 기온도 낮아 농작물 재배가 쉽지 않는 점이 잉글랜드 기후의 특징이다. 또한  ‘하루 동안에 4계절이 있다’라고 할 정도로 날씨가 변덕스럽다. 하루 종일 화창하고 햇볕이 드는 날은 일년 중 60일 가량밖에 안된다. 5월에서 10월까지는 그나마 날씨가 좋은 편이라고는 하나 하루 중 여러 차례 비가 내리는 날이 많다. 이런 기후 때문에 프랑스나 남유럽처럼 달고 맛있는 과일이나 다양한 야채 등이 생산되지 못했다. 비가 많이 내린 덕분에 풀이 잘 자라고 목축업이 발달하여 소고기 등이 풍부하나 식재료가 다양하지 못하게 된 원인이 되기도 했다.
두차례에 걸쳐 진행된 인클로저 운동과 18세기 후반에 산업혁명으로 농촌 인구가 도시로 이주하면서 전통음식에 대한 명맥도 단절되어 갔다. 도시노동자가 된 농민출신들의 생활은 바쁜 일과와 강도 높은 노동으로 인해 전통조리법을 멀리하게 만들었기 때문이다. 1, 2차 세계대전을 치루며 상황은 더욱 악화되었다. 전쟁으로 식량생산량이 급감하여 배급제를 실시하였는데, 이런 배급제는 전후 1947년까지 유지되었다. 더욱이 전후 식민지들이 독립하며 경제마저 크게 쇠퇴했다. 전쟁의 궁핍함을 경험한 영국인들의 식탁은 더욱 빈약해져 갔으며 간소한 요리들만이 살아남게 되었다.
17세기에 청교도 혁명의 성공세력들은 지나친 개신교 근본주의에 입각하여 맛있는 음식을 탐하는 것을 죄악으로 여겼다. 올리버 크롬웰을 비롯한 혁명세력은 요리사들을 범죄자로 취급하기도 했다. 이런 청교도적인 전통은 계속 이어졌는데, 19세기에 쓰여진 베스트셀러 『어머니들이 읽어야 할 자녀 양육 지침서』에는 맛없고 절제된 음식으로 어린 자녀를 훈육하여 금욕을 배우도록 해야 교육적이라는 내용이 실려 있을 정도였다. 이런 사회적인 분위기로 인해 잉글랜드 음식문화는 퇴행을 겪었다. 아울러 프랑스, 이탈리아, 중국, 인도, 태국 등으로부터 맛있는 음식문화가 전래되면서 외식산업을 점유해버리자 그나마 남아있던 잉글랜드의 전통음식들은 설자리를 잃게 되었다.

## 새로운 음식 문화의 도래
음식에 대한 관심이 증가하고 유명한 요리사가 대중 앞에 서게 되면서 영국의 음식 문화는 다분히 발전하였다. 피시앤칩스 정도의 수준으로 가볍게 생각되었던 영국 요리는 이러한 시대적 흐름에 따라 보통 사람들의 인식을 깨기 시작하고 있다. 런던의 고급 레스토랑의 요리는 세계적 수준에 달하고 있다. 가격/질/재료 어느 부분 할 것 없이 타국의 아이디어를 도입하고 영국식으로 흡수하려는 생각이 이러한 발전의 원천이다.
한편, 외국인의 여행이 폭발적으로 증가하면서 레스토랑에서도 고급스러운 음식을 적절한 가격에 먹을 수 있도록 하는 창업 붐이 일어났다. 함께 유기농 식품에 대한 관심도 높아져서 농장에서 직접 공급하는 친환경 농산물을 소비자들이 선호한다.

## 요리의 종류
- 감자 와플

- 모트루스

- 로스트 비프

- 밤 케이크
- 버블 앤드 스퀴크
- 브레드 앤드 버터 푸딩
- 브레드 푸딩
- 블랙 푸딩

- 서머 푸딩
- 선데이 로스트
- 스콘
- 스타게이지 파이
- 스펀지 케이크

- 오이 샌드위치
- 오픈 샌드위치
- 요크셔 푸딩
- 잉글리시 브렉퍼스트
- 잉글리시 브렉퍼스트 티

- 첼시 번

- 커스터드 타르트
- 코티지 로프
- 크럼펫
- 크리스마스 푸딩
- 크림 티

- 트라이플
- 티케이크

- 패스티
- 프루멘티
- 피시 앤드 칩스

## 같이 보기
- 영국 요리
- 스코틀랜드 요리
- 웨일즈 요리
- 북아일랜드 요리
- Full breakfast